# Kunstraub
Kunstraub (Robo de arte en español) es el undécimo disco de estudio de la banda de folk metal alemán In Extremo. Fue lanzado en Alemania el 27 de septiembre de 2013 por medio de Vertigo/Universal.

## Información
El título del álbum y de la canción hacen referencia al robo de arte que sucedió en Róterdam en 2012.

## Recepción
Debutó en el número 2 en las listas de control de los medios de comunicación en Alemania y el número 19 en Austria y 23 en Suiza. Fue nominado en febrero de 2014 para los premios Echo en la categoría "Banda de Rock Alternativa Nacional"

## Tracklisting
1. Der die Sonne Schlafen schickt (El sol se va a dormir)
2. Wege ohne Namen (Caminos sin nombres)
3. Lebemann (Bon Viviant)
4. Himmel und Hölle (Cielo e infierno)
5. Gaukler (Viajero animado)
6. Kunstraub (Robo de arte)
7. Feuertaufe (Bautismo de fuego)
8. Du und ich (Tú y yo)
9. Doof (Mentecato)
10. Alles schon gesehen (Visto todo antes)
11. Belladonna (Belladona)
12. Die Beute (La presa)
13. Bunter Vogel [Bonus Track] (Pájaro colorido)
14. Meie Din [Bonus Track] (Meie Din)

## Personal
- Michael Robert Rhein "Das Letzte Einhorn": Vocalista
- Andre Strugalla "Dr. Pymonte": Arpa, gaita, dulcimer, chirimía
- Marco Ernst-Felix Zorzytzky "Flex der Biegsame): Gaitas, zanfoña, Uilleann Pipe, chirimía
- Boris Pfeiffer "Yellow Pfeiffer": Nyckelharpa, gaita
- Sebastian Lange "Van Lange": Guitarra eléctrica y acústica
- Florian Speckardt "Specki TD": Batería, percusiones
- Kay Lutter "Die Lutter": Bajo

- Datos: Q15410428